# Поворотний трикутник

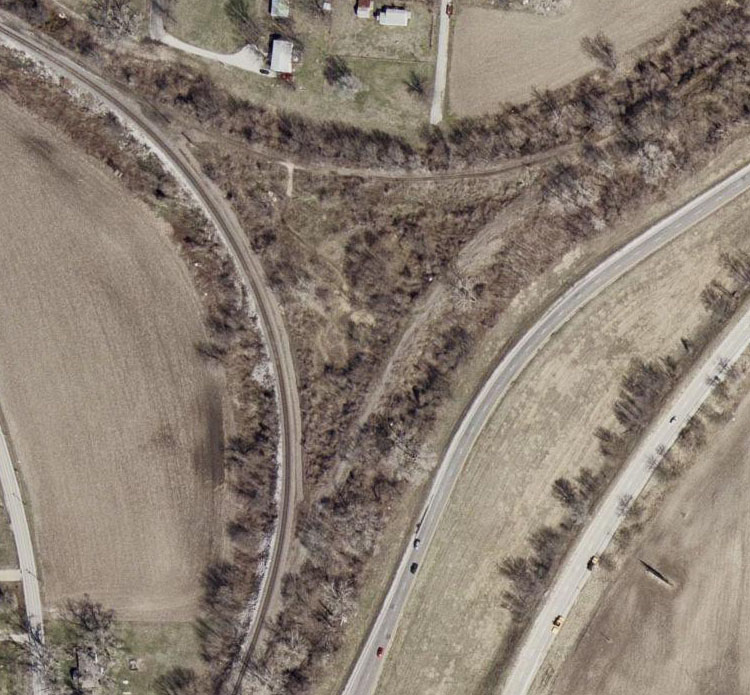
Поворотний трикутник
(розібрані дві гілки)

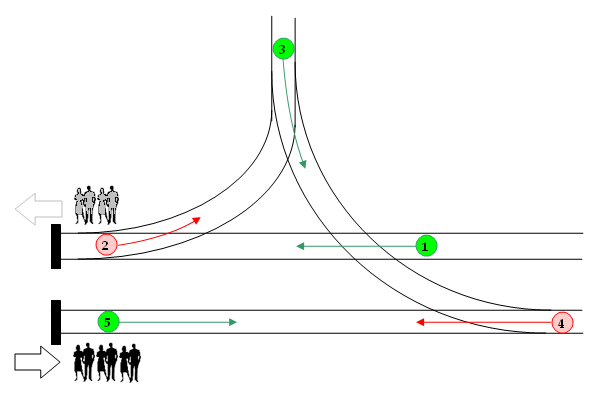

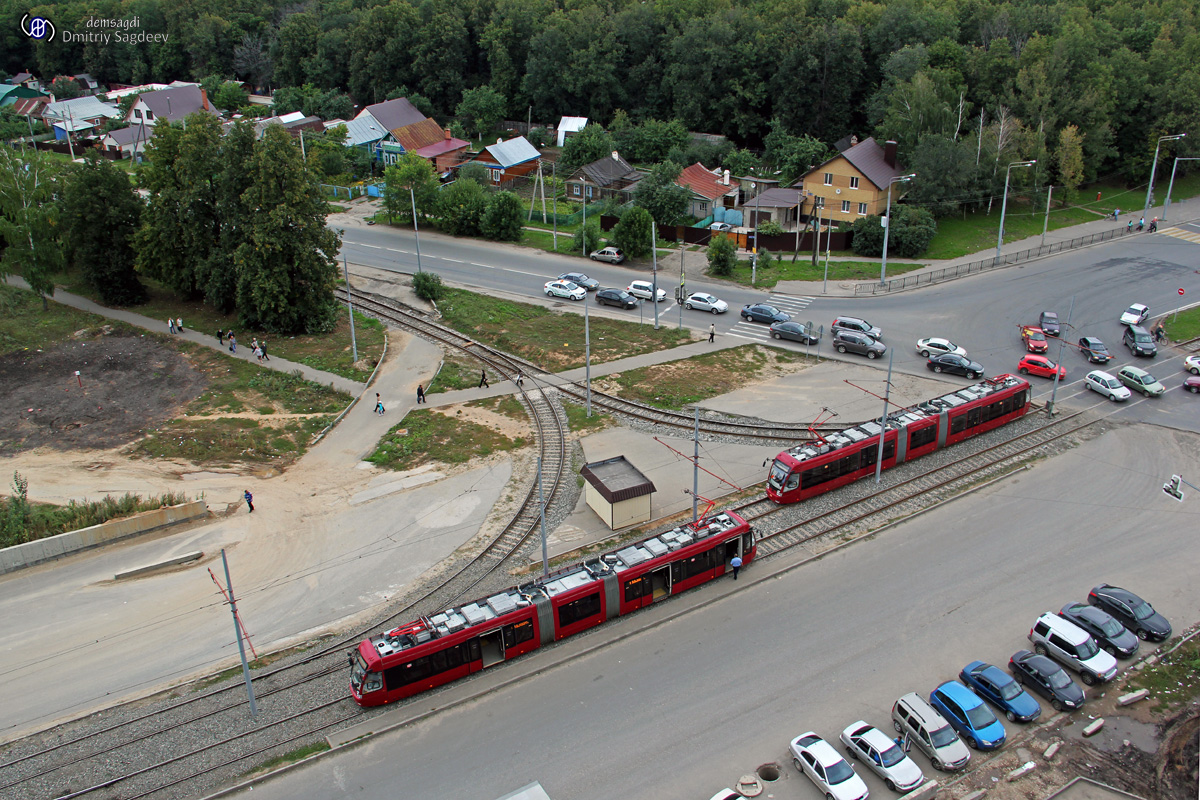
Трикутник для обороту односторонніх трамваїв на кінцевій станції «Сонячне Місто», Казань

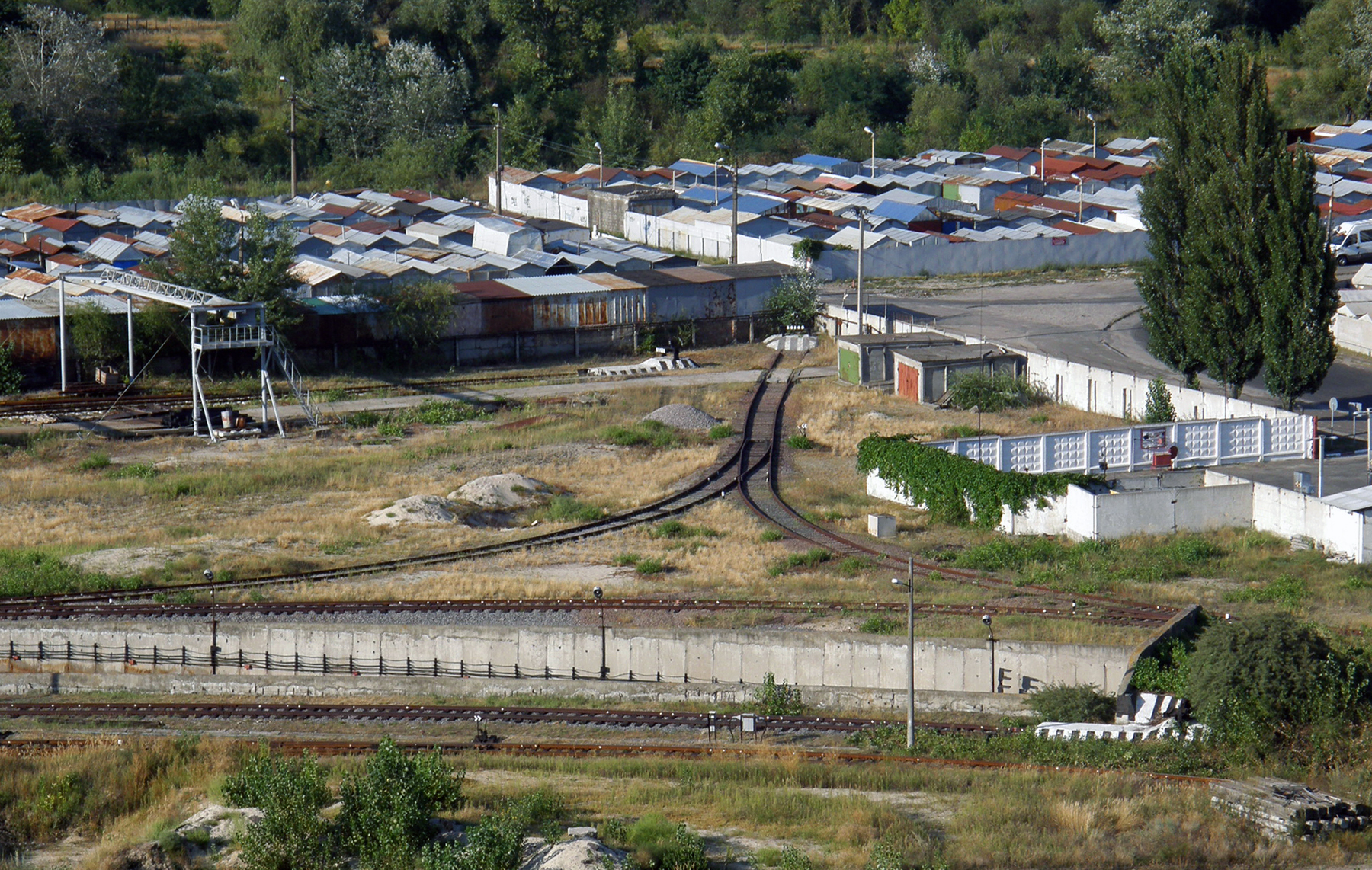
Поворотний трикутник в електродепо «Оболонь»

Поворотний трикутник — з'єднання залізничних або трамвайних колій у вигляді трикутника, за допомогою якого можна розгорнути на 180° одиницю рухомого складу.
Зазвичай розвороту вимагає тяговий рухомий склад, що має кабіну машиніста тільки з одного боку. Іноді розгортають і вагони, що курсують по одній ізольованій лінії для забезпечення рівномірного зносу колісних пар.
Поворотний трикутник зазвичай складається з наскрізної колії, двох криволінійних гілок і тупика з упором. Обидві гілки з'єднуються між собою і з наскрізною колією за допомогою стрілок. Також можливий варіант трикутника з одним виїздом, у цьому випадку у трикутника два тупики. Довжина тупика проектується з розрахунку установки на ньому двох локомотивів, що мають оборот на цій дільниці, із запасом в 5 м. Мінімальний радіус кривих трикутника не може бути меншим, ніж радіус кривих, які може проходити рухомий склад, і зазвичай становить 180-200 метрів.
Основною перевагою поворотного трикутника перед поворотним кругом є відсутність великих витрат на його пристрій та обслуговування. Також на поворотному трикутнику відносно легко можна розгорнути великий склад, тоді як на поворотному колі необхідно розвертати кожен вагон окремо. Основний недолік — велика площа, необхідна для спорудження трикутника.
Іноді поворотний трикутник не будується як окремий пристрій, а утворюється з допомогою з'єднання кількох близько розташованих станцій.
Через те, що поворотні трикутники зазвичай розташовуються в локомотивних депо, для економії місця між гілками трикутника розташовують цехи депо, пункт реостатних випробувань, паливний склад або інші споруди депо.
Поворотні трикутники найпоширеніші на залізницях США. Причин тому кілька. Багато американських залізниць з'являлися в малообжитих районах, і будівельники мали повну свободу в будівництві необхідних комунікацій. Крім того, перші локомотиви на американських залізницях могли тягнути потяг лише в одному напрямку, і для руху в протилежний бік їм потрібно було розвертатися. Також у США поширені вагони, яким орієнтування має значення. Наприклад, платформи для перевезення автомобілів мають рухатися у певному напрямку.
В Європі будівництво залізничних колій почалося при вже розвиненій інфраструктурі, і можливості для будівництва таких великих споруд були обмежені.
В Україні поворотних трикутників не дуже небагато. Всі пасажирські і вантажні вагони, що використовуються на залізницях, не залежать від напрямку руху, пасажирський вагон збирають з вагонів у довільному положенні, що можна помітити по різному розташуванню коридорів, робочих тамбурів, котлової сторони вагона.

## Розворотна зірка

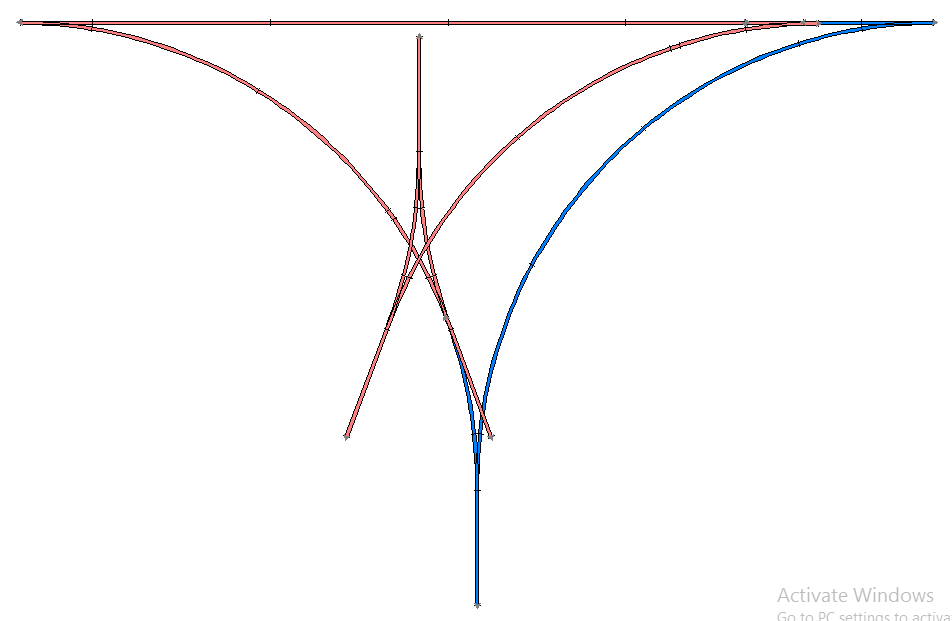
Порівняння розмірів розворотного трикутника та розворотної зірки при однаковому радіусі кривих

У стиснених умовах, коли немає місця для спорудження розворотного трикутника, застосовується складніша, але компактна конструкція — розворотний п'ятикутник, або розворотна зірка, за формою нагадує пентаграму.
П'ятикутник відрізняється від трикутника тим, що один із «кутів» як би вивернути всередину, тим самим зменшуючи загальну ширину споруди. Реалізація такої схеми вимагає 5 стрілкових перетинів (проти 3 для трикутника) і 3 глухих перетини, внаслідок чого п'ятикутник дорожчий у спорудженні та експлуатації, ніж трикутник. Для розвороту одиниці рухомого складу потрібно здійснити 4 зміни напряму руху, тоді як на трикутнику тільки дві.

## Див також
- Поворотний круг